# 403e régiment de pionniers
 (novembre 2015).
Si vous disposez d'ouvrages ou d'articles de référence ou si vous connaissez des sites web de qualité traitant du thème abordé ici, merci de compléter l'article en donnant les références utiles à sa vérifiabilité et en les liant à la section « Notes et références ».
Le 403e régiment de pionniers (403e RP) est un régiment militaire français créé en 1939, qui participe à la campagne de France de 1940.

## Historique
À la suite de la déclaration de guerre en 1939 contre l'Allemagne, le 403e RP est formé par le Centre de Mobilisation de l'Infanterie d'Angers début septembre.
Le 1er bataillon estencerclé par les Allemands à Épinal dans les Vosges et fait prisonnier le 19 juin 1940. Le 2e est fait prisonnier à la bataille de Delcourt dans la Meuse le 22 juin 1940[réf. souhaitée].

## Composition
Il était composé de soldats des classes déjà anciennes et prévues pour effectuer des travaux d'organisation du terrain. (construction de pont, abris de munitions , de carburant, de coupe de bois , manutentions, camouflage, mise en place d'hôpitaux de campagne, terrain d'aviation...).
Ce régiment comportait deux bataillons affecté à la 3e armée sous le commandement du Général Charles-Marie Condé. Mais les impératifs de la situation de mai et juin 1940 conduisirent le commandement à les utiliser comme régiment d'infanterie d'appoint[réf. souhaitée].

## Insigne
L'insigne du régiment était un fer de pelle au fond bleu, en abime un boisage de mine ou abri avec un castor posé dessus.